# Victor Mallet
Sir Victor Alexander Louis Mallet, född den 9 april 1893, död den 18 maj 1969, var en brittisk diplomat.
Victor Mallet inledde sin diplomatiska karriär 1919 i Teheran i dåvarande Persien. Under 1920-talet var han verksam vid Storbritanniens utrikesministerium, Foreign Office. 1936–1939 tjänstgjorde han vid brittiska ambassaden i Washington, D.C. och var ambassadör i Stockholm 1940–1945. Under dessa senare år kom han att spela en roll i viktiga skeenden som de krigförande staternas dragkamp om de norska handelsfartyg som vid det tyska angreppet på Norge låg i svenska hamnar och vid den så kallade Boschaffären. Victor Mallet avslutade sin diplomatbana som ambassadör i Italien 1947–1953.